# ویوینتیک (ماساچوست)
ویوینتیک (به انگلیسی: Weweantic) یک منطقهٔ مسکونی در ایالات متحده آمریکا است که در شهرستان پلیموث، ماساچوست واقع شده‌است. ویوینتیک ۴٫۶ کیلومتر مربع مساحت و ۲٬۱۰۵ نفر جمعیت دارد و ۵ متر بالاتر از سطح دریا واقع شده‌است.